# جيم مولينز
جيمس مولينز (بالإنجليزية: James I. Mullins)‏ هو عالم أمريكي. يعمل جيم حاليًا كبروفيسور في علم الأحياء الدقيقة والطب في جامعة واشنطن في سياتل، واشنطن.